# Amtsgericht Friedeberg N.M.
Das Amtsgericht Friedeberg N.M. (N.M. steht für Neumark und dient der Unterscheidung zum schlesischen Amtsgericht Friedeberg) war ein preußisches Amtsgericht mit Sitz in Friedeberg N.M., Provinz Brandenburg.

## Geschichte
Seit 1849 bestanden in Preußen Kreisgerichte. Das Kreisgericht Friedeberg in der Neumark war dem Appellationsgericht Frankfurt a. d. Oder nachgeordnet. Im Rahmen der Reichsjustizgesetze wurden diese Gerichte 1879 aufgehoben. Das königlich preußische Amtsgericht Friedeberg N.M. wurde mit Wirkung zum 1. Oktober 1879 als eines von 14 Amtsgerichten im Bezirk des Landgerichtes Landsberg a.W. im Bezirk des Kammergerichtes gebildet. Der Sitz des Gerichts war die Stadt Friedeberg N.M. Sein Gerichtsbezirk umfasste den Landkreis Friedeberg Nm. ohne die Teile, die den Amtsgerichten Driesen und Woldenberg zugeordnet waren. Am Gericht bestanden 1880 zwei Richterstellen. Das Amtsgericht war damit ein mittelgroßes Amtsgericht im Landgerichtsbezirk.
Im Jahre 1945 wurde der Sprengel des Gerichtes unter polnische Verwaltung gestellt. Das Amtsgericht Friedeberg N.M. musste entsprechend seine Tätigkeit einstellen.